# Bartolomeo Pacca le jeune
Pour les articles homonymes, voir Pacca.
Bartolomeo Pacca le jeune (* 25 février 1817 à Bénévent, Royaume des Deux-Siciles ; † 14 octobre 1880 à Grottaferrata) est un cardinal italien membre de la Curie.

## Biographie
Son grand-oncle, nommé lui aussi Bartolomeo Pacca, est également cardinal ; le jeune Bartolomeo fait ses études à Rome et à Velletri. Il devient ensuite, en 1838, trésorier privé du pape Grégoire XVI, qui l’année suivante l’envoie en France en qualité d’ablégat.
De retour à Rome, il est ordonné prêtre le 6 juin 1841 par son grand-oncle, qui a probablement aussi participé à son ascension antérieure. Immédiatement ensuite, il reçoit des fonctions importantes à la Curie romaine et devient par exemple membre de la Congrégation pour le clergé. De 1851 à 1853, il travaille à la Cour apostolique et est vice-président du Tribunal pénal romain jusqu’en 1853. Le 16 juin 1858, le pape Pie IX le nomme chambellan, poste qu’il occupe jusqu’en 1868. Il prend ensuite la direction de la Maison pontificale en qualité de préfet.
Le 15 mars 1875, il est finalement admis au Collège des cardinaux mais sa création comme cardinal est d’abord faite in pectore, et l’annonce suit quatre mois plus tard, il reçoit le titre de cardinal de Santa Maria in Portico Campitelli. Comme cardinal il participe au conclave de 1878 qui élit Léon XIII mais meurt deux ans plus tard, alors qu’il n’a que 63 ans.

## Sources
- (en) « Catholic hierarchy »
- (en) « The Cardinals of the Holy Roman Church »